# 고려 거란 전쟁 (드라마)
《고려 거란 전쟁》은 2023년 11월 11일부터 2024년 3월 10일까지 방영된 공영방송 50주년 특별기획 대하드라마로 여요 전쟁 중 2차, 3차 시기를 다룬다. KBS가 야심차게 기획한 본 드라마는 소설가 길승수의 원작 소설 《고려거란전쟁: 고려의 영웅들》을 극화한 대하드라마로 제작한 것이므로, 넷플릭스와 독점 계약으로 아시아와 태평양, 유럽, 아메리카 등 전 세계 50여 개 국에서 동시 공개한 바 있다.

## 방송 시간
| 채널    | 방송일                     | 시간                           | 광고 | 분량    |
| ------- | -------------------------- | ------------------------------ | ---- | ------- |
| KBS 2TV | 2023년 11월 11일~11월 19일 | 주말 휴일 토, 일 밤 9:25~10:40 | 중간 | 75분    |
| KBS 2TV | 11월 25일~2024년 2월 4일   | 주말 휴일 토, 일 밤 9:25~10:25 | 중간 | 60분    |
| KBS 2TV | 2월 10일~3월 10일          | 주말 휴일 토, 일 밤 9:15~10:15 | 중간 | 60/75분 |

## 제작진
- 제작사: 몬스터유니온, 비브스튜디오스
- 제작: 김형준, 이은진, 박춘호, 박제훈
- 해설: 성우 김기현
- 극본: 이정우
- 연출: 전우성[A], 김한솔[B]

## 등장 인물
- (†) 표시는 극 중에서 사망한 사람들을 표시합니다.
- (‡) 표시는 극 중에서 중도 하차한 사람들을 표시합니다.

### 주요 인물
- 김동준: 현종 역(아역: 유지완) - 고려 제8대 황제. 목종 대 대량원군
- 최수종: 강감찬 역 - 고려 문신. 목종 대 충주 판관. 현종 대 예부시랑 ~ 서북면 행영도통사, 상원수
- 지승현: 양규 역 - 고려 무신. 목종 대 흥화진사. 현종 대 서북면 도순검사

### 고려 인물

#### 황실
- 이민영: 천추태후 역(특별출연) - 고려 태후. 현종의 이모(‡)
- 백성현: 목종 역(특별출연) - 고려 제7대 황제. 현종의 이종사촌 형 (†)
- 미상: 덕종
- 이시아: 원정왕후 역 - 현종의 제1황후 (†)
- 윤채경: 원화왕후 역 - 현종의 제2황후
- 하승리: 원성왕후 역 - 현종의 제3황후
- 고은영: 원혜왕후 역 - 현종의 제4황후
- 장하은: 원평왕후 역 - 현종의 제5황후

#### 관료 (무신)
- 이원종: 강조 역 - 고려 무신. 목종 대 서북면 도순검사. 현종 대 중대사 ~ 행영도통사(†)
- 김재민: 이현운 역 - 고려 무신. 목종 대 서북면 도순검부사. 현종 대 중대부사 ~ 행영도통부사 (†)
- 한재영: 지채문 역 - 고려 무신. 목종 대 동북면 중랑장. 현종 대 동북면 중랑장 ~ 우상시
- 주석태: 최질 역 - 고려 무신. 현종 대 중랑장 ~ 상장군 (†)
- 류성현: 김훈 역 - 고려 무신. 현종 대 좌우기군 장군 ~ 상장군 (†)
- 이철민: 강민첨 역 - 고려 문무겸장. 목종 대 애수진장. 현종 대 애수진장 ~ 대장군
- 김산호: 정성 역 - 고려 무신. 목종 대 흥화진 부사. 현종 대 흥화진사
- 주연우: 김숙흥 역 - 고려 무신. 목종 대 흥화진 별장 ~ 귀주 별장. 현종 대 귀주 별장(†)
- 서재우: 김종현 역 - 고려 무신. 목종 대 충주 사록. 현종 대 충주 사록 ~ 병마판관
- 정호빈: 유방 역 - 고려 무신. 목종 대 시위군 친종장군. 현종 대 병부상서 ~ 참지정사
- 이재구: 대도수 역 - 고려 무신. 발해 왕족. 목종, 현종 대 동북면 장군 (†)
- 이도국: 하공진 역 - 고려 무신. 목종 대 시위군 중랑장. 현종 대 상서좌사낭중 (†)
- 조상기: 탁사정 역 - 고려 무신. 목종 대 시위군 중랑장. 현종 대 동북면 도순검사 ~ 우간의대부 (‡)
- 결휘: 보량 역 - 고려 무신. 현종 대 귀주 도령중랑장(‡)
- 강지운: 노의 역 - 고려 무신. 현종 대 감찰어사 (†)
- 임재근: 박섬 역 - 고려 무신. 현종 대 안북 도호부사 ~ 사재경 (‡)
- 박장호: 조자기 역 - 고려 무신. 현종 대 서경 분대어사 ~ 전중시어사
- 성도현: 도용수 역 - 고려 무신. 현종 대 동북면 중랑장
- 송동환: 이현 역 - 고려 무신. 현종 대 시위군 중랑장
- 정청민: 정신용 역 - 고려 무신. 현종 대 흥화진 장군

#### 관료 (문신)
- 공정환 : 김치양 역 - 고려 문신. 목종 대 상서우복야, 삼사사
- 이창직 : 이주정 역 - 고려 문신. 목종 대 지은대사
- 이풍운 : 유행간 역 - 고려 문신. 목종 대 합문사인
- 오재영 : 유충정 역 - 고려 문신. 목종 대 좌사낭중
- 조희봉 : 유진 역 - 고려 문신. 목종 대 참지정사. 현종 대 상서좌복야 ~ 검교태사 수문하시중
- 박유승 : 최사위 역 - 고려 문신. 목종 대 호부시랑. 현종 대 형부상서 ~ 문하시랑 평장사
- 김정학 : 최항 역 - 고려 문신. 목종 대 중추원사. 현종 대 정당문학 ~ 문하시랑 평장사
- 한승현 : 채충순 역 - 고려 문신. 목종 대 중추원 부사. 현종 대 직중대 ~ 참지정사
- 조승연 : 김은부 역 - 고려 문신. 현종의 장인. 현종 대 공주 절도사 ~ 형부시랑
- 이지훈 : 장연우 역 - 고려 문신. 현종 대 병부시랑, 행영도통부사 ~ 중추사
- 장인섭 : 황보유의 역 - 고려 문신. 목종 대 선휘판관. 현종 대 병부낭중, 행영도병마판관 ~ 급사중
- 곽인준 : 원종석 역 - 고려 문신. 목종, 현종 대 서경 부유수
- 김중돈: 조원 역 - 고려 문신. 현종 대 통군녹사 ~ 병부시랑
- 김선빈 : 최충 역 - 고려 문신. 목종 대 서경 장서기. 현종 대 행영수제관, 우보궐
- 김태한 : 노전 역 - 고려 문신. 현종 대 도관원외랑, 행영도통판관 ~ 중추원 부사
- 김태오 : 최구 역 - 고려 문신. 현종 대 병부낭중
- 전진우 : 왕가도 역 - 고려 문신. 현종 대 화주 방어사 ~ 상서우승

#### 호장
- 송옥숙: 여수장 역 - 고려 호족 수장
- 이재용: 박진 역 - 고려 충주호장 (†)
- 이규탁: 박석 역 - 박진의 아들 (†)
- 강봉성: 박영 역 - 박진의 조카 (†)
- 안석환: 강 호장 역 - 고려 금주호장, 강감찬의 숙부
- 전헌태: 안 호장 역 - 고려 양주호장, 창화현의 향리
- 이새벽: 최 호장 역 - 고려 공주호장
- 서광재: 서 호장 역 - 고려 공주호장

#### 승려
- 박귀순: 국사 역 - 고려 국사(‡)
- 손종범: 왕사 역 - 고려 왕사(‡)
- 강신일: 진관 역(특별출연) - 신혈사 주지스님(‡)
- 홍재민: 법공 역 - 신혈사 동자승(‡)
- 안치욱: 삼천 역 - 삼천사 주지스님(‡)
- 미상: 법언 역 - 서북면 승병장 (†)

#### 기타
- 윤복인 : 강감찬 처 역 - 강감찬의 부인[C]
- 새봄 : 1회 키스 녀 역

- 이미은: 김은부 처 역 - 김은부의 부인
- 권아름: 은률군군 홍씨 역 - 양규의 부인
- 한창민: 양대춘 역 - 양규의 아들
- 송인성: 강조 처 역 - 강조의 부인
- 심소영: 최 상궁 역(특별출연) - 천추태후의 상궁
- 권혁성 : 박 장군 역 - 6위 장군. 최질의 심복
- 임일규 : 윤 장군 역 - 서경 장군. 유방의 심복
- 윤승훈 : 준필 역 - 고려 병사
- 조유정 : 대도수 처 역
- 정영섭 : 도용수 부관 역
- 국중웅 : 강조 부관 역
- 권용덕 : 강조 부관 역
- 마시환 : 거란군 추격대장 역
- 고한민 : 거란 타초곡기 병사 1 역
- 연성빈 : 거란 타초곡기 병사 2 역
- 김경회 : 거란 타초곡기 병사 3 역
- 정문엽 : 사막 거란 병사 역
- 정동근 : 신혈사 자객대장 역
- 박종범 : 신혈사 자객 1 역
- 신희국 : 신혈사 자객 2 역
- 신승용 : 응양군 근장상장군 역
- 이종구 : 충주 절도사 역
- 이윤상 : 충주 호족 역
- 신하준 : 고려 대신 1 역
- 배기범 : 고려 대신 2 역
- 서민성 : 고려 대신 3 역
- 권오수 : 고려 대신 4 역
- 원춘규 : 고려 대신 5 역
- 정병호 : 고려 대신 6 역
- 윤효식 : 고려 대신 7 역
- 김광영 : 고려 사신 1 역
- 박성균 : 고려 사신 2 역
- 황건 : 고려 사신 3 역
- 백익남 : 고려 어의 역
- 강우 : 고려 안무사 1 역
- 김기남 : 고려 안무사 2 역
- 김흥래 : 6위 군관 1 역
- 최익준 : 6위 군관 2 역
- 이진수 : 6위 군관 3 역
- 허 웅 : 6위 군관 4 역
- 최이선 : 흥화진 군관 역
- 엄지만 : 영주성 군관 역
- 민상우 : 고려 군관 1 역
- 정한빈 : 고려 군관 2 역
- 추연규 : 고려 군관 3 역
- 변동욱 : 고려 군관 4 역
- 박상휘 : 고려 하급관리 역
- 정세인 : 서경 군관 1 역
- 노성은 : 서경 군관 2 역
- 한영균 : 서경 군관 3 역
- 정우영 : 서경 군관 4 역
- 이종신 : 고려 전령 1 역
- 권동원 : 고려 전령 2 / 강 호장 하인 역
- 장덕팔 : 고려 전령 3 역
- 박강토 : 고려 전령 4 역
- 박원석 : 고려 병사 1 역
- 류연영 : 고려 병사 2 역
- 진시원 : 고려 병사 3 역
- 김종현 : 고려 탈영병 역
- 손선근 : 고려 의원 역
- 조규준 : 고려 백성 1 역
- 김나인 : 고려 백성 2 역
- 김승현 : 고려 백성 3 역
- 구도균 : 고려 백성 4 역
- 이광익 : 고려 백성 5 역
- 오규택 : 고려 백성 6 역
- 오주미 : 고려 백성 7 역
- 문용일 : 고려 백성 8 역
- 문학진 : 고려 백성 9 역
- 송아경 : 고려 백성 10 역
- 김세동 : 회합 호족 1 역
- 장명갑 : 회합 호족 2 역
- 문영동 : 회합 호족 3 역
- 양재원 : 거란 내관 역
- 김범석 : 서경성 거란 사신 역
- 유상재 : 곽주성 거란군 부관 1 역
- 장호진 : 곽주성 거란군 부관 2 역
- 김봉수 : 강감찬 가문 친인척 1 역
- 장용복 : 강감찬 가문 친인척 2 역
- 김경민 : 강감찬 가문 친인척 3 역
- 김대우 : 강감찬 가문 친인척 4 역
- 정영금 : 강감찬 가문 친인척 2 부인 역
- 박혜숙 : 강 호장 부인 역
- 박영복 : 충주 관아 백성 역
- 송재룡 : 김치양 집사 역
- 정운 : 황궁 수문장 1 역
- 장의돈 : 황궁 수문장 2 역

### 거란 인물

#### 황실
- 김혁 : 야율융서 역 - 거란 제6대 황제
- 손혜경 : 승천태후 역 - 거란 태후 (†)
- 박병욱 : 야율융운 역 - 거란 대승상(‡)

#### 2차 침공 당시 지휘관
- 이상홍 : 야율분노 역 - 거란군 선봉장 (†)
- 박정환 : 야율적로 역 - 거란 우피실군상온(‡)
- 박진성 : 야율홍고 역 - 거란 좌피실군상온(‡)
- 조하석 : 유작 역 - 거란 한인향병상온 (†)
- 김은우 : 해오야 역 - 거란 낭군군상온
- 신유람 : 소류 역 - 거란 동로통군사 (†)
- 미석 : 하행미 역 - 거란 발해태보

#### 3차 침공 당시 지휘관
- 김준배 : 소배압 역 - 거란군 총사령관
- 반상윤 : 야율팔가 역 - 거란 동경유수
- 정태야 : 야율호덕 역 - 거란 우피실군부상온 (†)
- 미상 : 요련아과달 역 - 거란 요련장상온 (†)

#### 사신
- 김구택 : 한기 역 - 거란 합문인진사 (†)
- 고인범 : 이송무 역 - 거란 장군
- 김강일 : 야율자충 역 - 거란 상경부유수
- 강석원 : 마수 역 - 거란 합문사(‡)

#### 승려
- 권희욱 : 자오사원 주지 역

### 여진 인물
- 윤정열 : 조을두 역 - 서여진 족장
- 선율우 : 아리타 역 - 동여진 족장

### 송나라 인물
- 윤상호: 송 사신 역

### 탕구트 인물
- 미상: 당항 사신 역

## 시청률
| 2023년 | 2023년    | 2023년         | 2023년         | 2023년       |
| 회차   | 방송일    | TNMS 시청률    | AGB 시청률     | AGB 시청률   |
| 회차   | 방송일    | 대한민국(전국) | 대한민국(전국) | 서울(수도권) |
| ------ | --------- | -------------- | -------------- | ------------ |
| 제1회  | 11월 11일 | 4.7%           | 5.5%           | 5.1%         |
| 제2회  | 11일 12일 | 5.7%           | 6.8%           | 6.1%         |
| 제3회  | 11월 18일 | 4.0%           | 5.2%           | 5.1%         |
| 제4회  | 11월 19일 | 5.5%           | 7.0%           | 6.4%         |
| 제5회  | 11월 25일 | 6.1%           | 7.5%           | 7.0%         |
| 제6회  | 11월 26일 | 6.2%           | 7.8%           | 6.9%         |
| 제7회  | 12월 2일  | 6.5%           | 8.4%           | 7.8%         |
| 제8회  | 12월 3일  | 6.0%           | 7.9%           | 7.1%         |
| 제9회  | 12월 9일  | 6.5%           | 8.9%           | 8.6%         |
| 제10회 | 12월 10일 | 7.9%           | 10.0%          | 9.2%         |
| 제11회 | 12월 16일 | 7.4%           | 9.7%           | 9.2%         |
| 제12회 | 12월 17일 | 8.5%           | 9.6%           | -            |
| 제13회 | 12월 24일 | 8.6%           | 9.2%           | -            |
| 제14회 | 12월 30일 | 8.0%           | 9.4%           | -            |
| 2024년 |           |                |                |              |
| 제15회 | 1월 6일   | -              | 10.2%          | 9.2%         |
| 제16회 | 1월 7일   | -              | 10.0%          | 8.7%         |
| 제17회 | 1월 13일  | -              | 9.8%           | 9.0%         |
| 제18회 | 1월 14일  | -              | 10.0%          | 8.7%         |
| 제19회 | 1월 20일  | -              | 7.9%           | 6.4%         |
| 제20회 | 1월 21일  | -              | 10.1%          | 9.1%         |
| 제21회 | 1월 27일  | -              | 9.6%           | 8.6%         |
| 제22회 | 1월 28일  | -              | 9.6%           | 8.5%         |
| 제23회 | 2월 3일   | -              | 9.7%           | 8.8%         |
| 제24회 | 2월 4일   | -              | 10.0%          | 8.6%         |
| 제25회 | 2월 17일  | -              | 8.7%           | 7.6%         |
| 제26회 | 2월 18일  | -              | 11.5%          | 10.2%        |
| 제27회 | 2월 24일  | -              | 11.0%          | 9.7%         |
| 제28회 | 2월 25일  | -              | 12.7%          | 10.9%        |
| 제29회 | 3월 2일   | -              | 11.0%          | 9.3%         |
| 제30회 | 3월 3일   | -              | 12.9%          | 10.9%        |
| 제31회 | 3월 9일   | -              | 12.0%          | 10.7%        |
| 제32회 | 3월 10일  | -              | 13.8%          | 12.1%        |

## 결방 사유
- 2023년 12월 23일: 《2023 KBS 연예대상》 편성으로 인한 결방.
- 2023년 12월 31일: 《2023 KBS 연기대상》 편성으로 인한 결방.
- 2024년 2월 10일: 《2024 설 특집 진성 빅쇼 복(BOK), 대한민국》 편성으로 인한 결방.
- 2024년 2월 11일: 《고려 거란 전쟁 스페셜 <14~24회 몰아보기>》 대체편성으로 인한 결방.

## 원작 소설
- 2018년 1월, 길승수의 소설 《고려거란전기: 겨울에 내리는 단비》가 출시되었지만, 이후 절판되었다. 2023년 11월 2일, 같은 내용을 담아서 《고려거란전쟁: 고려의 영웅들》로 제목을 변경하였으며, 현재 시판 중이다.

## 수상 경력
| 연도 | 시상식                          | 부문                            | 수상자        | 비고                   |
| ---- | ------------------------------- | ------------------------------- | ------------- | ---------------------- |
| 2023 | 2023 차세대 미디어 대전         | 뉴테크 융합 콘텐츠 대상         | 김세규        | [ 2 ]                  |
| 2023 | KBS 연기대상                    | 작가상                          | 이정우        | 전우성 감독이 대리수상 |
| 2023 | KBS 연기대상                    | 남자 조연상                     | 이원종        |                        |
| 2023 | KBS 연기대상                    | 남자 인기상                     | 지승현        |                        |
| 2023 | KBS 연기대상                    | 장편드라마 부문 남자 우수상     | 지승현        |                        |
| 2023 | KBS 연기대상                    | 베스트 커플상                   | 최수종&김동준 |                        |
| 2023 | KBS 연기대상                    | 남자 최우수상                   | 김동준        |                        |
| 2023 | KBS 연기대상                    | 대상                            | 최수종        |                        |
| 2024 | 제2회 한류인플루언서대상 어워즈 | 사극 공로상                     | 김혁          | [ 3 ]                  |
| 2024 | 한국방송대상                    | 개인상(음악)                    |               | [ 4 ]                  |
| 2024 | 대전 특수영상 영화제            | 신인상                          | 김선빈        | [ 5 ]                  |
| 2024 | 대전 특수영상 영화제            | 우수상                          | 김동준        | [ 6 ]                  |
| 2024 | 서울 드라마 어워즈              | 국제경쟁 부문 작품상(장편)      |               | [ 7 ]                  |
| 2024 | 제15회 코리아 드라마 어워즈     | 남자 우수연기상                 | 지승현        | [ 8 ]                  |
| 2024 | 2024 대한민국 대중문화예술상    | 화관문화훈장                    | 최수종        | [ 9 ]                  |
| 2024 | 제10회 에이판 스타 어워즈       | 장편드라마 부문 남자 우수연기상 | 김동준        |                        |

## 같이 보기
- 대한민국의 텔레비전 드라마 목록 (ㄱ)
- 2023년 대한민국의 텔레비전 드라마 목록